# Étienne Caniard
 (juillet 2023).
Étienne Caniard, né le 24 juillet 1952 à Boulogne-Billancourt (Hauts-de-Seine), est un militant mutualiste français, ancien président de la Fédération nationale de la Mutualité Française (décembre 2010-juin 2016). Il a été membre de la Haute Autorité de santé (2004-2010) et est l'auteur du rapport sur La place de l’usager dans le système de santé (2000) qui a servi de base au titre II de la loi du 4 mars 2002 sur les droits des malades et la qualité du système de santé.

## Biographie

### Mandats mutualistes
En 1994, il est élu administrateur de la Fédération nationale de la Mutualité Française (FNMF). En 1996, il y occupe le poste d’administrateur délégué aux questions de santé et de sécurité sociale. Il y anime les différentes réflexions au sein du mouvement mutualiste et assure l’interface avec les autres acteurs de la santé en vue de la réforme de l’assurance maladie de 2004.
Le 14 décembre 2010, Étienne Caniard est élu à la présidence de la Fédération nationale de la Mutualité Française, fonction qu'il occupe jusqu'au 23 juin 2016.
Étienne Caniard est considéré comme « une personnalité très respectée [dans le monde de la santé]. […] L’homme est rigoureux, honnête. Avec un objectif qu’il martèle : diminuer les inégalités de santé qui rongent notre système ». Le  Nouvel observateur le présente comme « un mutualiste au charbon », un « vieux routier du système de soins, qui organisa les États généraux de la santé en 1998-1999 ».
Lors de sa première année de mandat, il s’oppose à l’augmentation de la fiscalité appliquée aux mutuelles et lance une pétition qui sera signée par plus d’un million de personnes. Le journal Libération qualifie cette opération de « coup de sang des mutuelles ».
Ces principaux combats au sein de la Mutualité Française concernent l’accès à la complémentaire santé. Dans un entretien diffusé dans la revue du Mauss, il présente les complémentaires comme des organismes favorisant l’accès aux soins : « les organismes d'assurance maladie complémentaires (Ocam) ne sont pas là pour « tordre le cou aux médecins » ou pour mettre des contraintes économiques qui mettraient en péril la qualité des soins. Ils sont là, au contraire, pour améliorer la qualité et pour rendre cette qualité accessible à tous ». Il regrette ainsi le recul, présenté comme historique, du nombre de bénéficiaires d’une complémentaire santé en 2012 dans un entretien accordé aux Echos et appelle à une véritable généralisation de la complémentaire santé telle que promise par François Hollande, Président de la République, lors congrès de la Mutualité Française de Nice en 2012. Il présente ainsi l’accord national interprofessionnel de janvier 2013 comme une mesure ne permettant pas une telle généralisation «cet accord concerne 4 millions de personnes dont 3,6 millions bénéficient déjà d'un contrat individuel. On va se contenter de transformer ces contrats en contrats collectifs, avec des aides fiscales et sociales importantes. En fin de compte, ce sont seulement 400 000 salariés qui, à terme, accéderont à une complémentaire grâce à ce dispositif. Or, ce sont les chômeurs, les jeunes en difficulté d'insertion professionnelle et les personnes âgées qui en auraient le plus besoin ».

### Actions et représentations
Étienne Caniard est membre du Haut Conseil de la santé publique de 1991 à 1998. Il préside la commission santé-prévention de la Caisse nationale de l'assurance maladie des travailleurs salariés (CNAMTS) de 1996 à 2004, où il est le chef de file de la représentation mutualiste. En 1998 et en 1999, il coorganise avec le Pr G Brücker les États généraux de la santé lancés par Bernard Kouchner.
Il a été nommé en 1997 expert auprès de l'Organisation mondiale de la santé-Europe (OMS Europe). 
De 1999 à 2010, il est membre du Conseil économique et social, devenu, en 2008, le Conseil économique, social et environnemental (CESE), où il représente la Mutualité Française. 
En 2000, il devient président de la Fondation de l'avenir pour la recherche médicale appliquée, dont il était secrétaire général depuis sa création en 1986. 
En 2001, Étienne Caniard est nommé vice-président de l’Observatoire national d’éthique clinique (présidé par le Ministre de la Santé), fonction qu’il assure jusqu’en 2005. En 2003 et 2004, il représente la Mutualité Française au Haut Conseil pour l’avenir de l’assurance maladie (Hcaam). 
En 2004, il devient membre du collège de la Haute Autorité de santé (HAS), chargé de la qualité et de la diffusion de l’information médicale, fonction qu’il occupe jusqu’à son élection à la présidence de la Mutualité Française en 2010. 
En 2012 et 2013, il siège comme personnalité qualifiée au Haut Conseil pour le financement de la protection sociale. 
Étienne Caniard est l’auteur de plusieurs rapports au gouvernement : La place de l’usager dans le système de santé (2000) qui a servi de base à une partie de la loi du 4 mars 2002 sur les droits des malades et la qualité du système de santé et Les recommandations de bonnes pratiques : un outil de dialogue, de responsabilité et de diffusion de l’innovation (2002).
Il a signé en juin 2016 un livre intitulé Mieux soignés demain ! aux éditions du Cherche midi, dans lequel il tire les enseignements de son expérience du monde de la santé et fait des propositions pour améliorer notre système de soins et de protection sociale. Il plaide notamment pour l'Etat régulateur fasse confiance aux parties prenantes - soignants, patients, Sécurité sociale, mutuelles - plutôt que d'agir en leur place.

### Distinctions
- Officier de la Légion d'honneur (2014)[7]
- Chevalier de l'ordre du Mérite agricole